# Tour de l'Eurométropole 2019
Il Tour de l'Eurométropole 2019, settantanovesima edizione della corsa, valevole come evento dell'UCI Europe Tour 2019 categoria 1.HC, si è svolto il 5 ottobre 2019 su un percorso di 176,7 km, con partenza da La Louvière e arrivo a Tournai, in Belgio. La vittoria è stata appannaggio del belga Piet Allegaert, che ha completato il percorso in 3h 47' 50" alla media di 46,534 km/h, precedendo il francese Florian Sénéchal e l'altro belga Jasper Stuyven.
Al traguardo di Tournai sono stati 100 i ciclisti, dei 147 partiti da La Louvière, che hanno portato a termine la competizione.

## Squadre partecipanti
| N.      | Cod. | Squadra                     |
| ------- | ---- | --------------------------- |
| 1-7     | TFS  | Trek-Segafredo              |
| 11-17   | ALM  | AG2R La Mondiale            |
| 21-27   | CPT  | CCC Team                    |
| 31-37   | LTS  | Lotto Soudal                |
| 41-47   | DQT  | Deceuninck-Quick Step       |
| 51-57   | COF  | Cofidis                     |
| 61-67   | COC  | Corendon-Circus             |
| 71-77   | EUS  | Euskadi-Murias              |
| 81-87   | ICA  | Israel Cycling Academy      |
| 91-96   | RLY  | Rally UHC Cycling           |
| 101-107 | RIW  | Riwal Readynez Cycling Team |

| N.      | Cod. | Squadra                   |
| ------- | ---- | ------------------------- |
| 111-117 | ROC  | Roompot-Charles           |
| 121-127 | SVB  | Sport Vlaanderen-Baloise  |
| 131-137 | PCB  | Team Arkéa-Samsic         |
| 141-147 | TDE  | Total Direct Énergie      |
| 151-157 | VCB  | Vital Concept-B&B Hotels  |
| 161-167 | WVA  | Wallonie Bruxelles        |
| 171-177 | WGG  | Wanty-Gobert Cycling Team |
| 181-187 | CIB  | Cibel                     |
| 191-197 | IAM  | IAM Excelsior             |
| 201-207 | LPC  | Leopard Pro Cycling       |
| 211-217 | TIS  | Tarteletto-Isorex         |

## Ordine d'arrivo (Top 10)
| Pos. | Corridore        | Squadra       | Tempo    |
| ---- | ---------------- | ------------- | -------- |
| 1    | Piet Allegaert   | Sport Vlader. | 3h47'50" |
| 2    | Florian Sénéchal | Deceuninck    | s.t.     |
| 3    | Jasper Stuyven   | Trek          | s.t.     |
| 4    | Tom Van Asbroeck | Israel        | s.t.     |
| 5    | Julien Duval     | AG2R          | s.t.     |
| 6    | Emīls Liepiņš    | Wallonie      | s.t.     |
| 7    | Jonas Koch       | CCC Team      | s.t.     |
| 8    | Dries De Bondt   | Corendon      | s.t.     |
| 9    | Clément Russo    | Arkéa         | s.t.     |
| 10   | Aksel Nõmmela    | Wallonie      | s.t.     |